# Serenade voor tenor, hoorn en strijkers
De Serenade for Tenor, Horn and Strings (Engels voor Serenade voor tenor, hoorn en strijkers), Op. 31, is een liederencyclus geschreven in 1943 door de Engelse componist Benjamin Britten, voor  tenor, solo hoorn en een klein strijkorkest. Het stuk werd gecomponeerd tijdens de Tweede Wereldoorlog op verzoek van hoornist Dennis Brain. Het bestaat uit een selectie van zes gedichten van Britse dichters met als gemeenschappelijk onderwerp de nacht, met de bijbehorende kalmte en sinistere aspecten.
De proloog en epiloog die de hoekdelen vormen, worden uitgevoerd door alleen de hoorn. Britten schreef voor dat in deze delen alleen de natuurtonen van de hoorn gebruikt worden. Dit leidt ertoe dat deze korte delen een apart karakter hebben, omdat sommige natuurtonen hoog dan wel laag klinken, voor een publiek dat gewend is aan de westerse chromatische toonladder. De epiloog is bedoeld om vanuit de verte te klinken. Britten hield daar rekening mee door in het laatste lied geen hoornpartij te schrijven, zodat de hoornist de gelegenheid heeft om het podium af te lopen.
Het stuk heeft een centrale plaats gekregen in het standaardrepertoire voor zowel tenor als hoorn. Brittens partner Peter Pears was de tenor tijdens de eerste uitvoeringen, en Britten en hij zouden het stuk meerdere malen samen opnemen.

## Compositie
In het begin van 1943, een paar maanden na zijn terugkeer in Engeland van zijn verblijf in de Verenigde Staten, werd Britten geveld door de mazelen, waarvan hij zo ziek was dat hij enkele weken in het ziekenhuis moest verblijven. Tijdens deze ziekenhuisopname componeerde hij, terwijl hij ook aan het werk was aan zijn opera Peter Grimes, het grootste deel van de Serenade.
De première vond plaats in de Wigmore Hall in Londen op 15 oktober 1943 met Peter Pears als zanger en Dennis Brain op hoorn. Britten en Pears namen het stuk op met Brain en het Boyd Neel Orchestra in oktober 1944, en opnieuw voor Decca Records in 1963, toen Barry Tuckwell de hoornpartij speelde (Dennis Brain was in 1957 verongelukt) met begeleiding van het London Symphony Orchestra. Die laatste opname werd een paar maal opnieuw uitgebracht.

## Delen
1. "Prologue", hoorn solo;
2. "Pastoral", The Evening Quatrains van Charles Cotton (1630 - 1687);
3. "Nocturne", Blow, bugle, blow van Alfred, Lord Tennyson (1809 -1892);
4. "Elegy", The Sick Rose by William Blake (1757 - 1827);
5. "Dirge", Lyke-Wake Dirge (anoniem, 15e eeuw);
6. "Hymn", Hymn to Diana van Ben Jonson (1572 -1637);
7. "Sonnet", To Sleep van John Keats (1795 -1821);
8. "Epilogue": hoorn solo; reprise van de Prologue, maar dan offstage gespeeld.

## Tekst

### 1. Prologue
Solo hoorn

### 2. Pastoral
The day’s grown old; the fainting sun

     Has but a little way to run,

      And yet his steeds, with all his skill,

      Scarce lug the chariot down the hill.

      The shadows now so long do grow,

      That brambles like tall cedars show;

      Mole hills seem mountains, and the ant

      Appears a monstrous elephant.
 
      A very little, little flock

      Shades thrice the ground that it would stock;

      Whilst the small stripling following them

      Appears a mighty Polypheme.
 
      And now on benches all are sat,

      In the cool air to sit and chat,

      Till Phoebus, dipping in the west,

     Shall lead the world the way to rest.
Charles Cotton (1630-1687)

### 3. Nocturne
The splendour falls on castle walls

     And snowy summits old in story:

      The long light shakes across the lakes,

      And the wild cataract leaps in glory:

      Blow, bugle, blow, set the wild echoes flying,

      Bugle blow; answer, echoes, dying, dying, dying.
  
      O hark, O hear! how thin and clear,

      And thinner, clearer, farther going!

      O sweet and far from cliff and scar

      The horns of Elfland faintly blowing!

      Blow, let us hear the purple glens replying:

      Blow, bugle; answer, echoes, dying, dying, dying.
 
      O love, they die in yon rich sky,

      They faint on hill or field or river:

      Our echoes roll from soul to soul,

      And grow for ever and for ever.

      Blow, bugle, blow, set the wild echoes flying,

     And answer, echoes, answer, dying, dying, dying.
Alfred, Lord Tennyson (1809-1892)

### 4. Elegy
O Rose, thou art sick!

     The invisible worm,

      That flies in the night

      In the howling storm,
 
      Has found out thy bed
                                          
      Of crimson joy:

      And his dark secret love

     Does thy life destroy.
William Blake (1757-1827)

### 5. Dirge
This ae nighte, this ae nighte,

     Every nighte and alle,

      Fire and fleet and candle‑lighte,

      And Christe receive thy saule.
 
      When thou from hence away art past,

      Every nighte and alle,

      To Whinny‑muir thou com’st at last;

      And Christe receive thy saule.

      If ever thou gavest hosen and shoon,

      Every nighte and alle,

      Sit thee down and put them on;

      And Christe receive thy saule.
 
      If hosen and shoon thou ne’er gav’st nane

      Every nighte and alle,

      The whinnes sall prick thee to the bare bane;

      And Christe receive thy saule.
 
      From Whinny‑muir when thou may’st pass,

      Every nighte and alle,

      To Brig o’ Dread thou com’st at last;

      And Christe receive thy saule.
 
      From Brig o’ Dread when thou may’st pass,

      Every nighte and alle,

      To Purgatory fire thou com’st at last;

      And Christe receive thy saule.

      If ever thou gavest meat or drink,

      Every nighte and alle,

      The fire sall never make thee shrink;

      And Christe receive thy saule.
 
      If meat or drink thou ne’er gav’st nane,

      Every nighte and alle,

      The fire will burn thee to the bare bane;

      And Christe receive thy saule.

      This ae nighte, this ae nighte,

      Every nighte and alle,

      Fire and fleet and candle‑lighte,

     And Christe receive thy saule.
Lyke Wake Dirge, Anonymous (15e eeuw)

### 6. Hymn
Queen and huntress, chaste and fair,

     Now the sun is laid to sleep,

      Seated in thy silver chair,

      State in wonted manner keep:

      Hesperus entreats thy light,

      Goddess excellently bright.
 
      Earth, let not thy envious shade

      Dare itself to interpose;

      Cynthia’s shining orb was made

      Heav’n to clear when day did close:

      Bless us then with wishèd sight,

      Goddess excellently bright.

      Lay thy bow of pearl apart,

      And thy crystal shining quiver;

      Give unto the flying hart

      Space to breathe, how short so-ever:

      Thou that mak’st a day of night,

     Goddess excellently bright.
Ben Jonson (1572-1637)

### 7. Sonnet
O soft embalmer of the still midnight,

     Shutting, with careful fingers and benign,

      Our gloom‑pleas’d eyes, embower’d from the light,

      Enshaded in forgetfulness divine:

      O soothest Sleep! if so it please thee, close,

      In midst of this thine hymn my willing eyes.

      Or wait the “Amen” ere thy poppy throws

      Around my bed its lulling charities.

      Then save me, or the passèd day will shine

      Upon my pillow, breeding many woes,

      Save me from curious conscience, that still lords

      Its strength for darkness, burrowing like a mole;

      Turn the key deftly in the oilèd wards,

     And seal the hushèd casket of my Soul.
John Keats (1795-1821)

### 8. Epilogue
Solo hoorn - off stage.